# Kanadas Grand Prix 2014
Kanadas Grand Prix 2014, officiellt Formula 1 Grand Prix du Canada 2014, var en Formel 1-tävling som hölls den 8 juni 2014 på Circuit Gilles Villeneuve i Montreal, Kanada. Det var den sjunde tävlingen av Formel 1-säsongen 2014 och kördes över 70 varv. Vinnare av loppet blev Daniel Ricciardo för Red Bull, tvåa blev Nico Rosberg för Mercedes, och trea blev Sebastian Vettel för Red Bull.

## Kvalet
| KR. | Nr | Förare            | Konstruktör          | Q1         | Q2       | Q3       | Grid |
| --- | -- | ----------------- | -------------------- | ---------- | -------- | -------- | ---- |
| 1   | 6  | Nico Rosberg      | Mercedes             | 1.16,471   | 1.15,289 | 1.14,874 | 1    |
| 2   | 44 | Lewis Hamilton    | Mercedes             | 1.15,750   | 1,15,054 | 1.14,953 | 2    |
| 3   | 1  | Sebastian Vettel  | Red Bull-Renault     | 1.17,470   | 1.16,109 | 1.15,548 | 3    |
| 4   | 77 | Valtteri Bottas   | Williams-Mercedes    | 1.16,772   | 1.15,806 | 1.15,550 | 4    |
| 5   | 19 | Felipe Massa      | Williams-Mercedes    | 1.16,666   | 1.15,773 | 1.15,578 | 5    |
| 6   | 3  | Daniel Ricciardo  | Red Bull-Renault     | 1.17,113   | 1.15,897 | 1.15,589 | 6    |
| 7   | 14 | Fernando Alonso   | Ferrari              | 1.17,010   | 1.16,131 | 1.15,814 | 7    |
| 8   | 25 | Jean-Éric Vergne  | Toro Rosso-Renault   | 1.17,178   | 1.16,255 | 1.16,162 | 8    |
| 9   | 22 | Jenson Button     | McLaren-Mercedes     | 1.16,631   | 1.16,214 | 1.16,182 | 9    |
| 10  | 7  | Kimi Räikkönen    | Ferrari              | 1.17,013   | 1.16,245 | 1.16,214 | 10   |
| 11  | 27 | Nico Hülkenberg   | Force India-Mercedes | 1.16,897   | 1.16,300 |          | 11   |
| 12  | 20 | Kevin Magnussen   | McLaren-Mercedes     | 1.16,446   | 1.16,310 |          | 12   |
| 13  | 11 | Sergio Pérez      | Force India-Mercedes | 1.18,235   | 1.16,472 |          | 13   |
| 14  | 8  | Romain Grosjean   | Lotus-Renault        | 1.17,732   | 1.16,687 |          | 14   |
| 15  | 26 | Daniil Kvyat      | Toro Rosso-Renault   | 1.16,938   | 1.16,713 |          | 15   |
| 16  | 99 | Adrian Sutil      | Sauber-Ferrari       | 1.17,519   | 1.17,314 |          | 16   |
| 17  | 13 | Pastor Maldonado  | Lotus-Renault        | 1.18,328   |          |          | 17   |
| 18  | 4  | Max Chilton       | Marussia-Ferrari     | 1.18,348   |          |          | 18   |
| 19  | 17 | Jules Bianchi     | Marussia-Ferrari     | 1.18,359   |          |          | 19   |
| 20  | 10 | Kamui Kobayashi   | Caterham-Renault     | 1.19,278   |          |          | 211  |
| 21  | 9  | Marcus Ericsson   | Caterham-Renault     | 1.19,820   |          |          | 20   |
| NC  | 21 | Esteban Gutiérrez | Sauber-Ferrari       | Ingen tid2 |          |          | PL3  |

| Vidare från första kvalrundan ▬▬ Vidare från andra kvalrundan ▬▬ |

Noteringar:
- ^1  — Kamui Kobayashi fick fem platsers nedflyttning efter ett otillåtet växellådsbyte.[1]
- ^2  — Esteban Gutiérrez deltog inte i kvalet eftersom hans stall inte kunde reparera skadorna på hans bil, på grund av en krasch under fria träningen.
- ^3  — Gutiérrez fick starta loppet från depån som straff för ett otillåtet växellådsbyte.[2]

## Loppet
| Pos. | Nr | Förare            | Konstruktör          | Varv | Tid         | Grid | P  |
| ---- | -- | ----------------- | -------------------- | ---- | ----------- | ---- | -- |
| 1    | 3  | Daniel Ricciardo  | Red Bull-Renault     | 70   | 1:39.12,830 | 6    | 25 |
| 2    | 6  | Nico Rosberg      | Mercedes             | 70   | +4,236      | 1    | 18 |
| 3    | 1  | Sebastian Vettel  | Red Bull-Renault     | 70   | +5,247      | 3    | 15 |
| 4    | 22 | Jenson Button     | McLaren-Mercedes     | 70   | +11,755     | 9    | 12 |
| 5    | 27 | Nico Hülkenberg   | Force India-Mercedes | 70   | +12,843     | 11   | 10 |
| 6    | 14 | Fernando Alonso   | Ferrari              | 70   | +14,869     | 7    | 8  |
| 7    | 77 | Valtteri Bottas   | Williams-Mercedes    | 70   | +23,578     | 4    | 6  |
| 8    | 25 | Jean-Éric Vergne  | Toro Rosso-Renault   | 70   | +28,026     | 8    | 4  |
| 9    | 20 | Kevin Magnussen   | McLaren-Mercedes     | 70   | +29,254     | 12   | 2  |
| 10   | 7  | Kimi Räikkönen    | Ferrari              | 70   | +53,678     | 10   | 1  |
| 11   | 11 | Sergio Pérez      | Force India-Mercedes | 69   | Kollision   | 13   |    |
| 12   | 19 | Felipe Massa      | Williams-Mercedes    | 69   | Kollision   | 5    |    |
| 13   | 99 | Adrian Sutil      | Sauber-Ferrari       | 69   | +1 varv     | 16   |    |
| 14   | 21 | Esteban Gutiérrez | Sauber-Ferrari       | 64   | ERS         | PL   |    |
| Ret  | 8  | Romain Grosjean   | Lotus-Renault        | 59   | Bakvinge    | 14   |    |
| Ret  | 26 | Daniil Kvyat      | Toro Rosso-Renault   | 47   | Drivlina    | 15   |    |
| Ret  | 44 | Lewis Hamilton    | Mercedes             | 46   | Bromsar     | 2    |    |
| Ret  | 10 | Kamui Kobayashi   | Caterham-Renault     | 23   | Upphägning  | 21   |    |
| Ret  | 13 | Pastor Maldonado  | Lotus-Renault        | 21   | Motorenhet  | 17   |    |
| Ret  | 9  | Marcus Ericsson   | Caterham-Renault     | 7    | Turbo       | 20   |    |
| Ret  | 4  | Max Chilton       | Marussia-Ferrari     | 0    | Kollision   | 18   |    |
| Ret  | 17 | Jules Bianchi     | Marussia-Ferrari     | 0    | Kollision   | 19   |    |

| Förare och stall som tog poäng ▬▬ |

## Ställning efter loppet
|     | Pos. | Förare           | Poäng |
| ▬   | 1    | Nico Rosberg     | 140   |
| ▬   | 2    | Lewis Hamilton   | 118   |
| ▲ 1 | 3    | Daniel Ricciardo | 79    |
| ▼ 1 | 4    | Fernando Alonso  | 69    |
| ▲ 1 | 5    | Sebastian Vettel | 60    |

|   | Pos. | Konstruktör          | Poäng |
| ▬ | 1    | Mercedes             | 258   |
| ▬ | 2    | Red Bull-Renault     | 139   |
| ▬ | 3    | Ferrari              | 87    |
| ▬ | 4    | Force India-Mercedes | 77    |
| ▬ | 5    | McLaren-Mercedes     | 66    |

- Notering: Endast de fem bästa placeringarna i vardera mästerskap finns med på listorna.